# 静雲堂
有限会社静雲堂（せいうんどう、英: SEIUNDO Inc.）は、東京都に本社を置く日本の制作会社である。

## 概要
2003年1月に設立。広告制作、企業向けマンガ制作、映像コンテンツ制作、教材制作を行っている。
1990年代までJR藤沢駅前の神奈川県藤沢市藤沢561番地（現在のビックカメラ藤沢店の一角）に存在した「静雲堂書店」が社名の由来。
2010年に米国のビジネスアワード「Stevie Award」を受賞した。
2012年より、株式上場企業向けに、株主通信等で事業紹介するためのマンガ制作「マンガde紹介」サービスを開始。
2022年8月より、日本プロサッカーリーグ（Jリーグ）に加盟するプロサッカークラブ湘南ベルマーレのオフィシャルクラブパートナーとなっている。
2023年よりデジタル教材「地域のお仕事ガイドブックDX」の制作を開始。2023年10月には湘南ベルマーレとともに、藤沢市と鎌倉市、平塚市へデジタル教材を寄贈した。湘南ベルマーレとともに運営事務局として、湘南地域の自治体へ寄贈を続けており、2024年10月には伊勢原市へ寄贈した。「地域の企業とともに創る地域社会貢献プログラム」として、湘南地域の公立小学校や中学校へ地域企業による出前授業（合同出張授業）を実施している。
2025年3月1日、神奈川県藤沢市においてSDGs達成に向けた取組を行う企業として「ふじさわSDGs共創パートナー」に登録された。同月31日には、神奈川県の「かながわSDGsパートナー」にも登録されている。